# Rosiejewo
Rosiejewo – zlikwidowany przystanek osobowy i ładownia publiczna w Rybocicach, w gminie Słubice, w powiecie słubickim, w woj. lubuskim, w Polsce. Został otwarty w 1907 roku przez WsK. W 2013 roku nastąpiło jego zamknięcie i likwidacja. Znajdował się na trasie linii kolejowej z Kunowic do Cybinki.